# 前田有紀 全曲集 〜ケンチャナ〜
『前田有紀 全曲集 〜ケンチャナ〜』（まえだゆき ぜんきょくしゅう けんちゃな）は、前田有紀の1枚目のベスト・アルバムである。

## 内容
- 前田有紀にとって2000年のデビューから9年目にして初のアルバム。
- ハロー!プロジェクトを卒業して初めての楽曲発売。
- 2000年4月に発売されたデビューシングル『鳴きうさぎ』からテイチク所属時代のシングルA面と、アップフロントワークス（zetima、Rice Music）移籍後の『東京きりぎりす』から『ケンチャナ 〜大丈夫〜』までのA面、B面曲が収録されている。

## 収録曲
1. ケンチャナ 〜大丈夫〜
9thシングル
2. ソウルの雨
9thシングルカップリング
3. 鳴きうさぎ
1stシングル
4. 東京Youターン
2ndシングル
5. 東京、宵町草。
3rdシングル
6. 東京きりぎりす
4thシングル
7. 帰りそびれた故郷は
4thシングルカップリング
8. さらさらの川
5thシングル
9. それは不思議
5thシングルカップリング
10. 西新宿で逢ったひと
6thシングル
11. 月列車
6thシングルカップリング
12. お前の涙を俺にくれ
7thシングル
13. 風海峡
7thシングルカップリング
14. 相愛太鼓
8thシングル
15. さんざ恋しぐれ
8thシングルカップリング
16. ケンチャナ 〜大丈夫〜（サビ部分・韓国語バージョン）